# David W. Garland
David W. Garland (* 7. August 1955 in Dundee, Schottland) ist ein britisch-US-amerikanischer Kriminologe und Soziologe.

## Leben
Garland erwarb 1977 den Bachelor of Laws an der Universität Edinburgh und 1978 den Master in Criminology an der Universität Sheffield. 1984 promovierte er als Soziologe an der Universität Edinburgh. 1992 wurde er Professor in Edinburgh, seit 2001 ist er Inhaber der rechtswissenschaftlichen  Arthur-T.-Vanderbilt-Professur an der Universität New York (USA), zudem hat er einen Soziologie-Lehrstuhl. Seit 2013 ist er korrespondierendes Mitglied der British Academy. 2015 wurde er in die American Academy of Arts and Sciences gewählt.
Garland gilt als einer der weltweit führenden Soziologen zu Phänomenen der Kriminalitätskontrolle. Nach seiner Analyse hat sich ein grundlegender Wandel der „westlichen Kontrollkultur“ vollzogen. Der drücke sich durch eine deutlich zunehmende Punitivität aus, die sich in „markigen Politikerworten, medialen Verlautbarungen, Sanktionseinstellungen der Bevölkerung, verschärfter Gesetzgebung und – besonders markant in den USA – in steigenden Gefangenenraten“ offenbare.

## Schriften (Auswahl)
- Punishment and Welfare: A History of Penal Strategies. Hants/Gower, Aldershot(England)/Brookfield (Vermont) 1985, ISBN 0566008556.
- Punishment and Modern Society. A Study in Social Theory, University of Chicago Press and Oxford University Press, Chicago 1990, ISBN 0226283801.
- The Culture of Control: Crime and Social Order in Contemporary Society. University of Chicago Press, 2001.
  - Kultur der Kontrolle: Verbrechensbekämpfung und soziale Ordnung in der Gegenwart. Campus. Frankfurt am Main 2008, ISBN 978-3-593-38585-3.
- Peculiar Institution: America's Death Penalty in an Age of Abolition, Harvard University Press, Cambridge (Massachusetts) 2010, ISBN 9780674057234.
- The welfare state. Avery short introduction. Oxford University Press, New York 2016, ISBN 9780199672660.